# Morion (minerał)
Morion – nazwa nieprzezroczystego kwarcu dymnego (zadymionego) o zabarwieniu ciemnoszarym do czarnego. Jego nazwa pochodzi od łacińskiego słowa mormorion = ciemny (ponury) i nawiązuje do zabarwienia tego minerału.

## Właściwości
- Stopień przezroczystości: przezroczysty
- Współczynnik załamania światła: 1,544-1,553
- Dwójłomność: 0,009
- Dyspersja: 0,013
- Pleochroizm: dostrzegalny od brunatnego do czerwonobrunatnego
- Luminescencja: zazwyczaj nie występuje

Zazwyczaj tworzy kryształy o pokroju heksagonalnych słupków z pseudopiramidalnymi (romboedrycznymi) piramidami. Analogicznie do kryształu górskiego. Bardzo często w kryształach występują wrostki igiełkowatego rutylu, dające charakterystyczne efekty optyczne.
- Przyczyną zabarwienia jest: zawartość strukturalnych domieszek glinu (wraz ze wzrostem zawartości glinu wzrasta intensywność barwy) oraz (naturalne lub sztuczne) promieniowanie gamma.
- W temperaturze 300–400 stopni C może on ulec odbarwieniu, ale po naświetleniu promieniami Roentgena odzyskuje swą pierwotna barwę, inne przyjmują barwę cytrynów.
- Handlowe określenie "topaz dymny" jest niedopuszczalne.[potrzebny przypis]
- niekiedy wykazuje iryzację, bądź efekt kociego oka.
- czasami wytwarza kryształy szkieletowe,
- jest minerałem rzadkim

## Występowanie
Stanowi składnik pegmatytów i utworów hydrotermalnych wysokich temperatur. Występuje też w żyłach kruszcowych oraz w aluwiach. Niemal współwystępuje z kwarcem dymnym. Podobne jak w przypadku kryształu górskiego.
Miejsca występowania:
- Szwajcaria – Szczególnie duże kryształy, o wadze ponad 130 kg, pochodzą z Przełęczy Furtka (w 1867 r. znaleziono pustkę skalną wypełnioną pięknymi kryształami – największy miał 70cm długości, i masę 127 kg),
- Brazylia – ponad 3-tonowe kryształy z Minas Gerais,
- Madagaskar, Rosja – Ural, Szkocja, Ukraina – Wołyń (znaleziono kryształ o wadze 1,5t), Szwajcaria, USA – Kalifornia, Czechy,

W Polsce – znajdowany na Dolnym Śląsku, w rejonie Strzegomia i Jawora, w Karkonoszach, i Górach Izerskich.

## Zastosowanie
- poszukiwany i ceniony[przez kogo?] kamień kolekcjonerski
- bywa używany w jubilerstwie do wyrobi biżuterii artystycznej.
- stosowany do wyrobu drobnej galanterii ozdobnej i użytkowej oraz figurek.
- jest szczególnie popularny w Szkocji; stanowi element ozdobny stroju narodowego.